# Kontrabassaxofon
Kontrabassaxofon je největší z rodiny saxofonových nástrojů. Tento saxofon byl vyvinut 28. června 1846. Na tento typ saxofonu hrál například Anthony Braxton. V současné době existují tři výrobci kontrabassaxofonů: Benedikt Eppelsheim v Mnichově, Německo Romeo Orsi Wind Instruments (Milán, Itálie), a J’Elle Stainer v Sao Paulu, Brazílie.